# Ї
Ї, ї (произнася се Йи) е буква от кирилицата, 13-а буква от украинската азбука. Буквата отговаря на йотирано и (/ji/), като се среща само в началото на думи или след гласна.
Буквата Ї се отделя от кирилското І в проектите за самостоятелен украински правопис от средата на XIX век.  По форма съвпада с двуточковото десетично И от църковнославянския и ранния руски граждански шрифт.
В украинския правопис от края на 19 и началото на 20 век буквата Ї се употребява и в качеството си на силно смекчаващо І след съгласни, често обозначавайки звука и, явяващ се като украински застъпник на ятовата гласна „Ѣ“ (хлїб, дїд, нинї, цїлий).